# Estación de Guadalajara-Yebes
Estación de Guadalajara-Yebes vasútállomás Spanyolországban, Guadalajara településen. Része a spanyol nagysebességű vasúthálózatnak.

## Vasútvonalak
Az állomást az alábbi vasútvonalak érintik:
- Madrid–Barcelona nagysebességű vasútvonal

## Kapcsolódó állomások
A vasútállomáshoz az alábbi állomások vannak a legközelebb:
- Estación de Calatayud (Estación de Barcelona Sants, Madrid–Barcelona nagysebességű vasútvonal)
- Madrid-Puerta de Atocha-Almudena Grandes (Madrid-Puerta de Atocha-Almudena Grandes, Madrid–Barcelona nagysebességű vasútvonal)